# Umaja ibn Abd Šams
Umaja ibn Abd Šams (arabsko: مناف بن قصي بن كلاب , Umajja ibn Abd Šams ben Abd al-Manāf ben Kušaj ben Kilāb), pripadnik arabskega klana Banu Umajad, po katerem se imenuje dinastija Umajadov, ki je vladala v Umajadskem kalifatu od leta 661 do 750. 
Umaja je bilsin Abd Šams ibn Abd Manafa, oče Harba ibn Umaja in Abu al-Asa ibn Umaja in prastric preroka Mohameda. Šiitska različica njegovega življenjepisa trdi, da ni bi pravi sin Abd Šamsa ibn Abd Manafa, ampak njegov posvojenec.

## Življenjepis (šiitska različica)
Abd Šams ibn Abd Manaf ni imel potomcev. Nekega dne je srečal skupino trgovcev, ki so bili na poti v Jemen in so ustavili v Meki, da bi  prenočili.  Trgovci so imeli mladega sužnja, ki so ga nameravali prodati. Fant se je razlikoval od večine Arabcev, ker bil zelo svetle polti in rjavih ali svetlih las. Abd Šamsu ibn Abd Manafu je bil fant všeč, zato ga je kupil in posinovil in ga preimenoval v Umaja.  
Trgovci iz Jemena so pogosto potovali v Sirijo, zato bi fant lahko bil Evropejec. Zgodba bi lahko pojasnila, zakaj je imel njegov vnuk Abu Sufjan modre oči, mnogi Sufjanovi potomci pa svetle lase in oči celo pred selitvijo v Španijo. 

## Družina
Abd Šams ibn Abd Manaf  je imel sinova:
- Abu al-Asa ibn Umaja in
- Harba ibn Umaja